# Глотовка (Угранский район)
Гло́товка — деревня в Угранском районе Смоленской области России. Входит в состав Холмовского сельского поселения.
Расположена в восточной части области в 35 км к юго-западу от Угры, в 8 км от границы с Калужской областью.
Население — 20 жителей (2007 год).

## История
В октябре 1941 года деревня оказалась в гуще боевых действий окруженных в Вяземском котле дивизий народного ополчения Москвы. 7 октября 1941 года на окраине деревни погибло около 250 воинов-ополченцев, среди которых был и военинженер 3-го ранга 1283 стрелкового полка 1-й дивизии народного ополчения Москвы, дедушка народного артиста Российской Федерации, актера театра и кино Игоря Станиславовича Угольникова. На месте гибели в 2020 году установлен памятник.
В 1941 году деревня была полностью сожжена немецкими войсками.

## Известные уроженцы

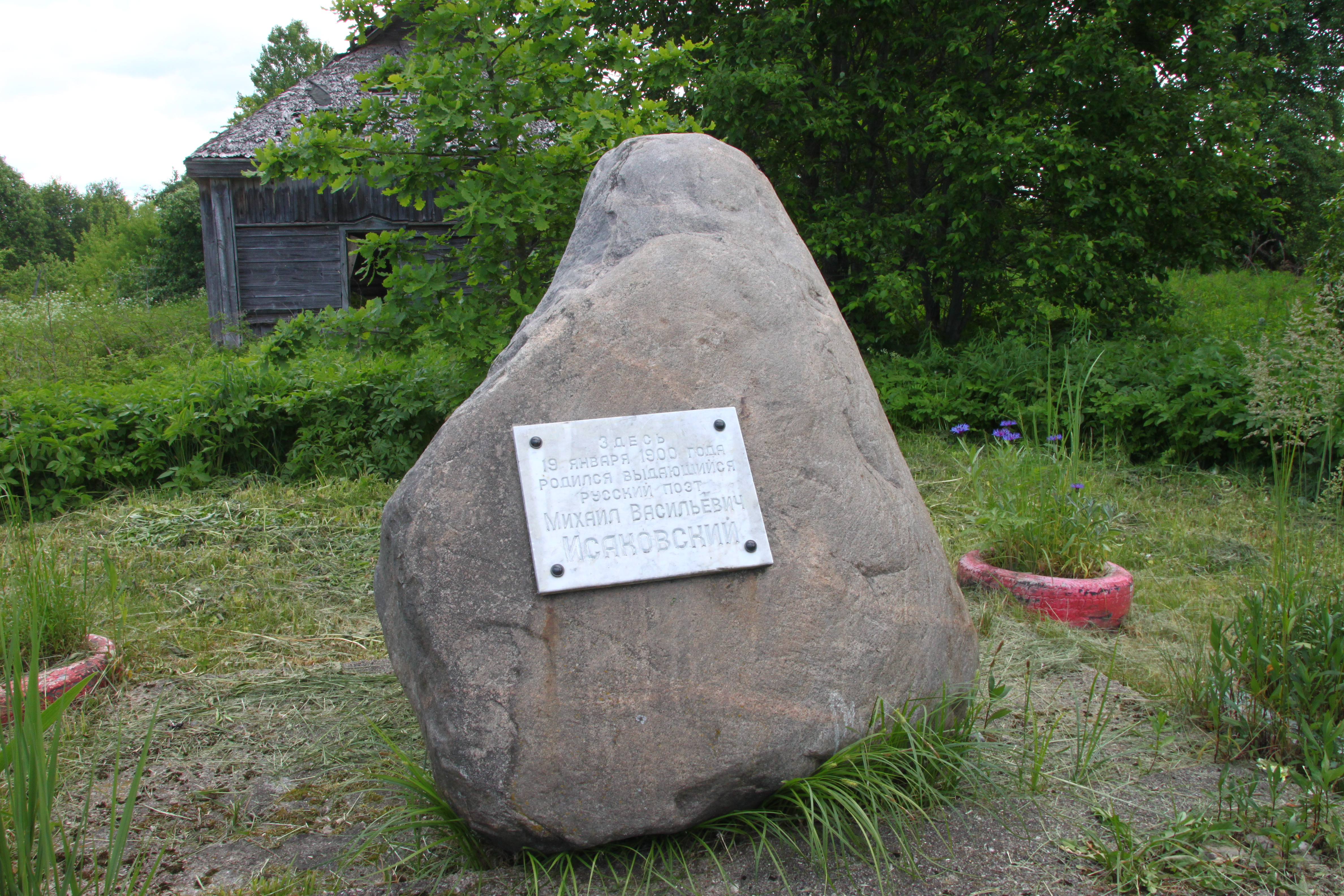
Памятный камень на месте рождения поэта М. В. Исаковского

- 16 февраля 1899 года — член Союза писателей СССР, главный редактор журнала «Советская литература», директор Института мировой литературы им. М. Горького, член-корреспондент академии наук СССР, лауреат Государственной премии И. И. Анисимов.
- 19 января 1900 года — русский поэт, автор стихов к известным песням «Катюша», «Враги сожгли родную хату», «Одинокая гармонь», «В лесу прифронтовом», «Ой, цветёт калина», «Лучше нету того цвету», «Каким ты был, таким ты и остался», Герой Социалистического Труда, лауреат Сталинских премий М. В. Исаковский. Под влиянием местной природы им было написано множество ранних стихотворений. На месте дома Исаковских установлен памятный знак.